# Loverciano
Loverciano è una frazione del comune svizzero di Castel San Pietro, nel Canton Ticino (distretto di Mendrisio). Vi sorgono l'oratorio di San Carlo Borromeo e la Villa Turconi.